# Bóng rổ tại Thế vận hội Mùa hè 2024 – Đội hình Nam
Bài viết này liệt kê danh sách đội hình của tất cả các đội tuyển tham gia giải đấu bóng rổ nam 5x5 tại Thế vận hội Mùa hè 2024 ở Paris, Pháp.

## Bảng A

### Canada
Danh sách 20 cầu thủ đã được công bố vào ngày 19 tháng 6 năm 2024. Andrew Wiggins và Zach Edey đã lần lượt rút lui vào ngày 29 và 30 tháng 6. Oshae Brissett và Kyle Alexander đã bị loại khỏi đội hình vào ngày 3 tháng 7 năm 2024. Trae Bell-Haynes rời khỏi đội tuyển vào ngày 6 tháng 7 năm 2024. Danh sách đội hình cuối cùng đã được công bố vào ngày 10 tháng 7 năm 2024 sau khi loại Thomas Scrubb, Phil Scrubb và Mfiondu Kabengele ra khỏi đội hình tham dự Đại hội.

### Hy Lạp
Danh sách đội hình của tuyển Hy Lạp đã được công bố vào ngày 23 tháng 7 năm 2024.

### Tây Ban Nha
Danh sách đội hình của đội tuyển Tây Ban Nha đã được công bố vào ngày 9 tháng 7 năm 2024.

### Úc
Danh sách 22 cầu thủ đã được công bố vào ngày 10 tháng 4 năm 2024. Sau đó, danh sách của đội tuyển đã cắt giảm xuống còn 17 cầu thủ vào ngày 16 tháng 5. Danh sách cầu thủ đã được ấn định vào ngày 5 tháng 7.

## Bảng B

### Brazil
Danh sách 14 cầu thủ đã được công bố vào ngày 11 tháng 7 năm 2024. Alexey Borges và Elinho Corazza đã bị loại khỏi đội hình và danh sách đội hình cuối cùng đã được công bố vào ngày 23 tháng 7 năm 2024.

### Đức
Danh sách 16 cầu thủ đã được công bố vào ngày 4 tháng 6 năm 2024. Danh sách đội hình cuối cùng đã được hé lộ vào ngày 12 tháng 7 năm 2024.

### Nhật Bản
Danh sách 16 cầu thủ đã được công bố vào ngày 26 tháng 6 năm 2024. Danh sách đội hình cuối cùng đã được công bố vào ngày 8 tháng 7 năm 2024.

### Pháp
Danh sách 19 cầu thủ đã được công bố vào ngày 16 tháng 5 năm 2024. Danh sách đội hình cuối cùng đã được công bố vào ngày 7 tháng 7 năm 2024.

## Bảng C

### Hoa Kỳ
Danh sách đội hình của đội tuyển Hoa Kỳ đã được công bố vào ngày 17 tháng 4 năm 2024. Vào ngày 10 tháng 7 năm 2024, Kawhi Leonard đã không thể lên tuyển do bị trấn thương và vị trí đó đã được Derrick White thay thế.

### Nam Sudan
Danh sách 50 cầu thủ đã được công bố vào ngày 30 tháng 4 năm 2024. Sau đó, danh sách của đội tuyển đã cắt giảm xuống còn 25 cầu thủ vào ngày 3 tháng 6 năm 2024. Danh sách cầu thủ đã được ấn định vào ngày 24 tháng 7 năm 2024.

### Puerto Rico
Danh sách đội hình của đội tuyển Puerto Rico đã được công bố vào ngày 7 tháng 7 năm 2024.

### Serbia
Danh sách 16 cầu thủ đã được công bố vào ngày 11 tháng 6 năm 2024. Do vắng mặt, Vladimir Lučić được thay thế bởi Aleksa Radanov vào ngày 24 tháng 6 năm 2024. Danh sách đội hình cuối cùng đã được công bố vào ngày 23 tháng 7 năm 2024.